# Manangna
Managna (ou Mananya, Manangna, Manangia) est un village du Cameroun situé dans le département du Mayo-Rey et la région du Nord, à proximité de la frontière avec le Tchad. Il fait partie de la commune de Tcholliré.

## Population
Lors du recensement de 2005, la localité comptait 435 habitants.

## Site paléontologique
Dans les années 1980, une mission de prospection du PIRCAOC (Programme international de recherches dans le cénozoïque d'Afrique de l'Ouest au Cameroun) a permis la mise à jour à proximité du village des premiers fossiles de vertébrés dans la région, notamment  des fragments de mandibules de spinosaure, et une centaine de traces de dinosaures, datées d'il y a environ 115 à 130 million d'années (Crétacé inférieur). Ces empreintes, observables sur quatre niveaux géologiques différents, attestent la présence permanente des dinosaures en Afrique sur une longue période.